# Lac de Binaros inférieur
Le lac de Binaros inférieur est un lac pyrénéen français situé administrativement dans la commune de Bagnères-de-Bigorre dans le département des Hautes-Pyrénées en région  Occitanie.
Le lac a une superficie de 0,4 ha pour une altitude de 1 841 m.

## Géographie
C'est lac situé sur le versant sud de la vallée de Lesponne.

### Topographie
|                                  | Ruisseau de Binaros (vers la vallée de Lesponne) | Cabanes de Conques          |
| Crête de Conques                 | lac de Binaros inférieur                         | Lac d'Aygue Rouye (1 595 m) |
| Pic du Midi de Bigorre (2 876 m) | Lac de Binaros supérieur                         | Lac de l'Œuf (1 919 m)      |

## Protection environnementale
Le lac fait partie d'une zone naturelle protégée, classée ZNIEFF de type 1 : Montagne du Liset de Hount blanque et Aygue Rouye à la Montagnette et de type 2 : Bassin du haut Adour.

## Images

Sélection de vues du lac.
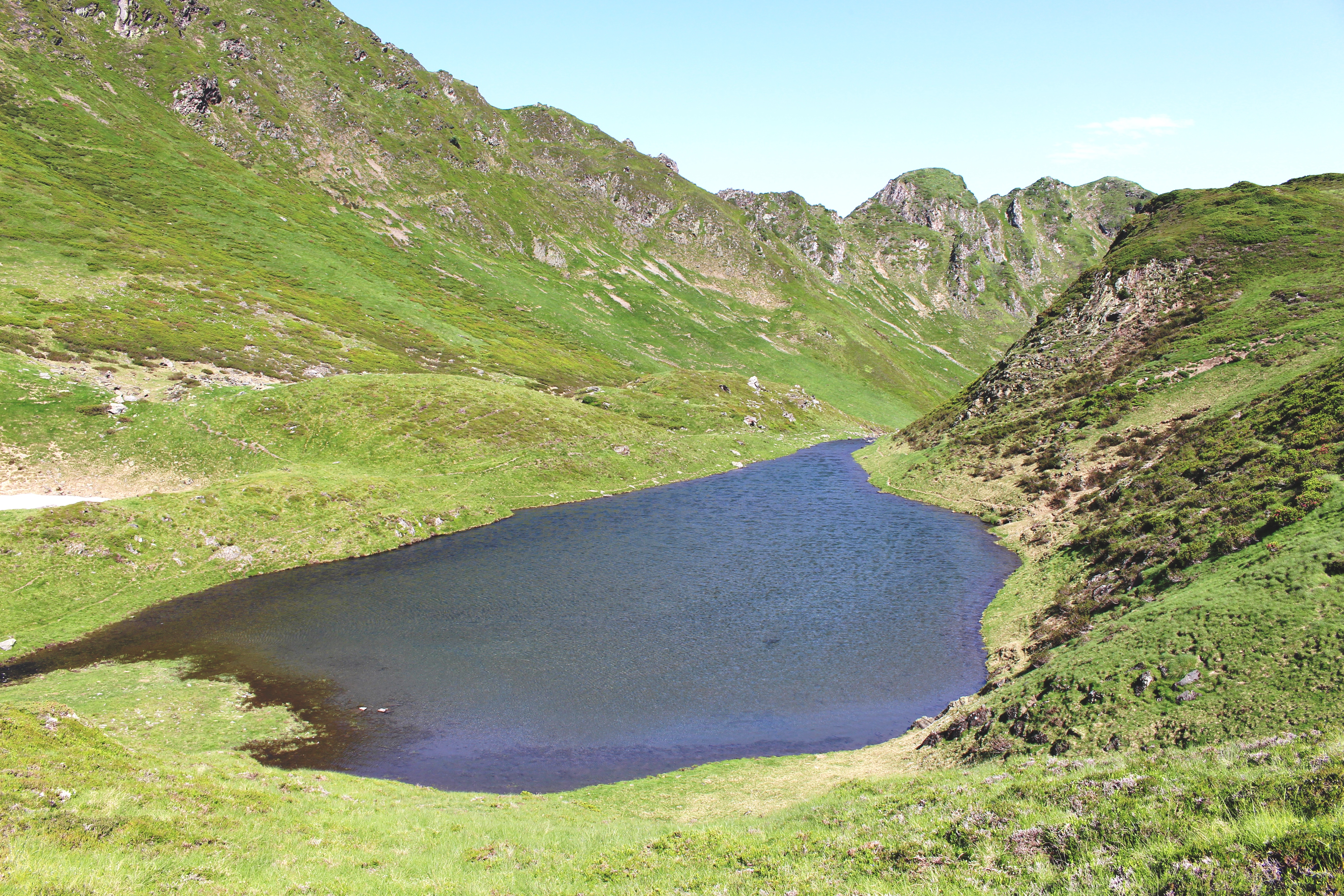
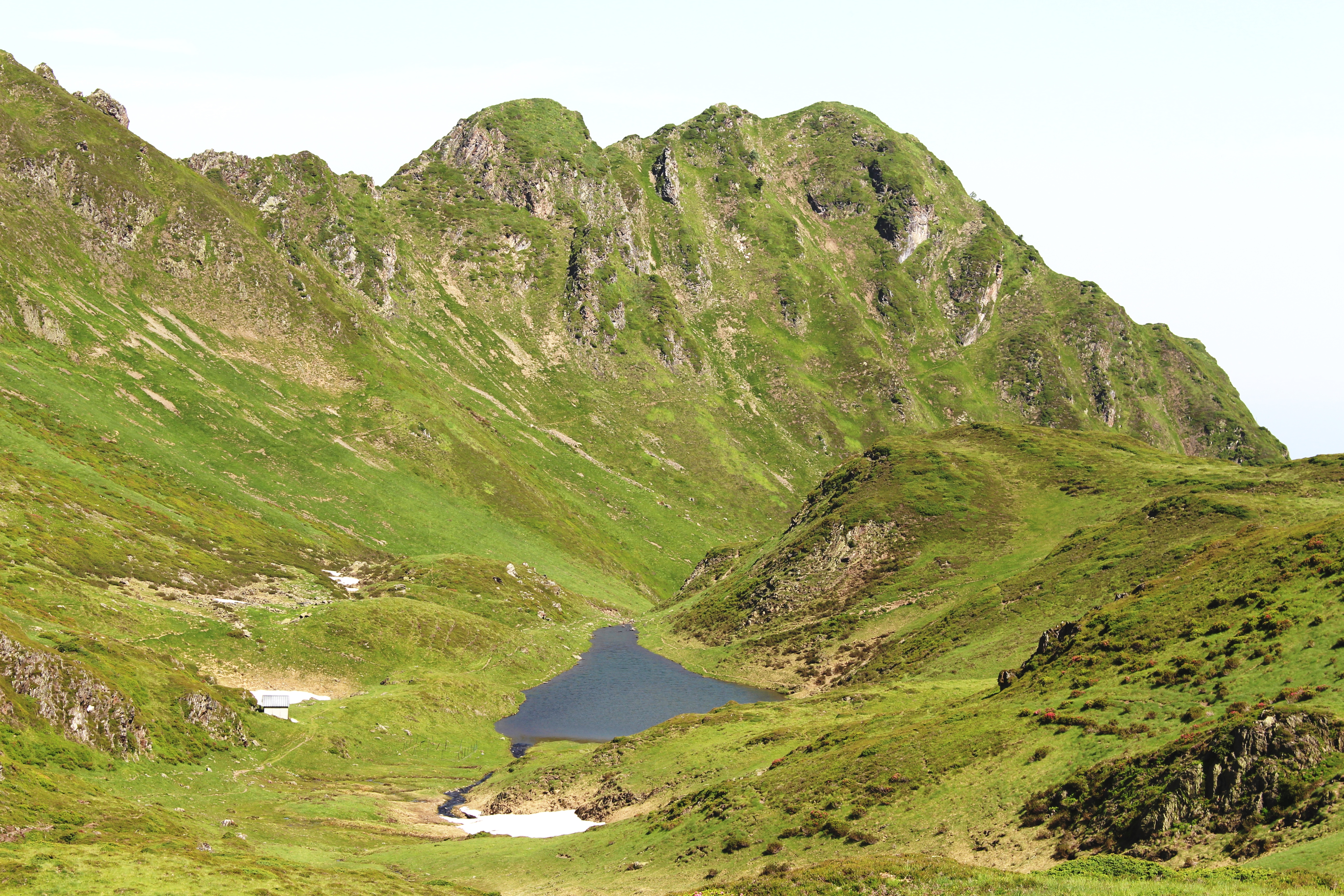
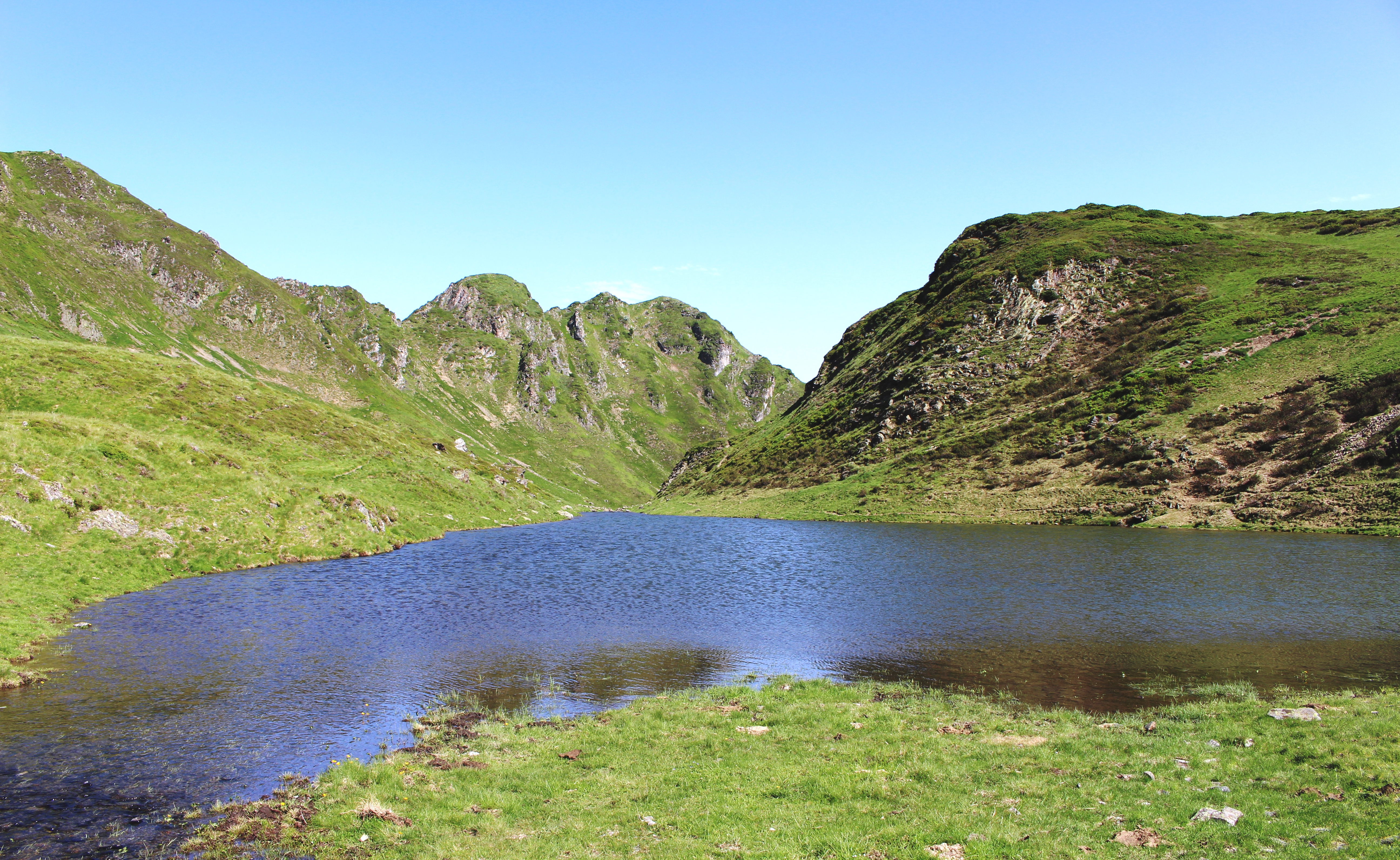